# درخت زندگی (در انجیل)

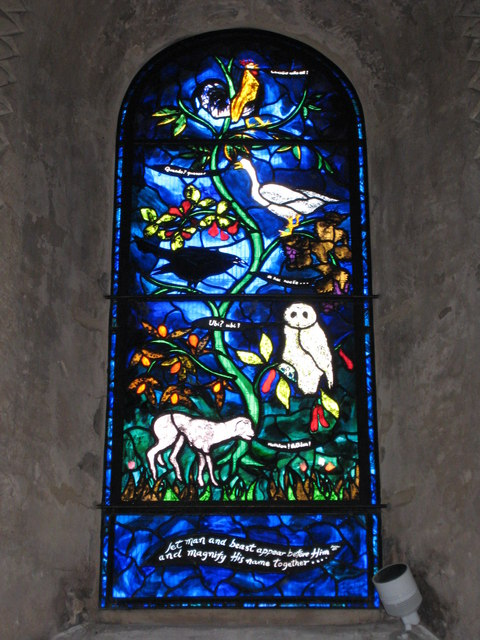
شیشه‌پنجره رنگ‌شده در کلیسای سنت ماری باکره در روستای ایفری، شهرستان آکسفردشایر، ساخته‌شده در سال ۱۹۹۵ میلادی.

درخت زندگی (به عبری: עֵץ הַחַיִּים) اصطلاحی است که در تنخ از آن نام‌برده شده است.
درخت زندگی در سفر پیدایش نخست در فصل ۲ بند ۹ آمده است: «و خداوند خدا هر درخت خوش‌نما و خوش‌خوراک را از زمین رویانید، و درخت حیات را در وسط باغ و درخت معرفت نیک و بد را». و همچنین در فصل ۳ بند ۲۲ نیز از آن نام‌برده شده: «همانا انسان مثل یکی از ما شده است، که عارف نیک و بد گردیده. اینک مبادا دست خود را دراز کند و از درخت حیات نیز گرفته بخورَد، و تا به ابد زنده ماند.» پس از هبوط دو کروبی‌ها نگهبان برای جلوگیری از دسترسی او به درخت زندگی قرار داده شدند. گمان‌هایی مبنی بر اینکه درخت زندگی همان درخت ممنوعه است، وجود دارد.
عبارت درخت زندگی در امثال سلیمان (۳:۱۸، ۱۱:۳۰، ۱۳:۱۲، ۱۵:۱۴)، مکاشفه یوحنا (۲:۷، ۲۲:۲، ۱۴:۱۹)، کتاب عزرا (۲:۱۲، ۸:۵۲) و مکابیان (۱۸:۱۶) نیز آمده است.

## شمار درخت‌ها

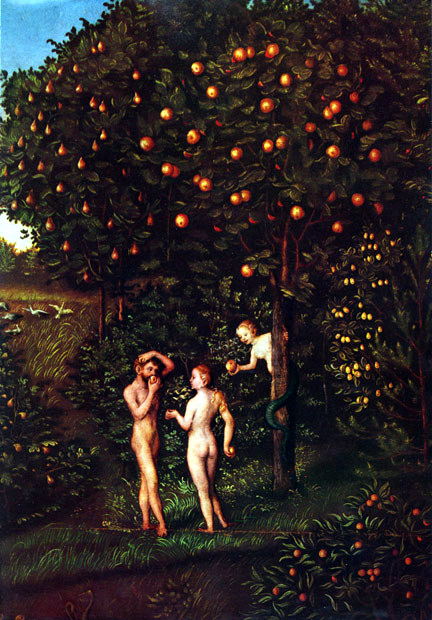
تابلوی سقوط انسان/درخت دانش

کارل فردیناند راینهارد بودِ در مطالعه نقدگرایانه خود در سال ۱۸۸۳ میلادی بیان‌کرد که تنها یک درخت در سفر پیدایش آمده است و به دو صورت به تصویر کشیده شده: یکبار به عنوان درختی در میان باغ عدن، و بار دیگر به عنوان درخت ممنوعه. کلاوس وسترمن نیز این نگره بودِ را تأیید کرد.
الن ولدِ در تحقیق خود در سال ۱۹۹۴ میلادی بیان‌کرد که عالمان انجیل همواره درخت را به صورت جداگانه در نظر می‌گیرند و آن‌ها را به‌یکدیگر مرتبط نمی‌کنند. او همچنین گفت که بیشتر توجهات معطوف به درخت ممنوعه است؛ درحالی که توجه اندکی به درخت زندگی می‌شود.

## دیدگاه‌های مذهبی

### مسیحیت

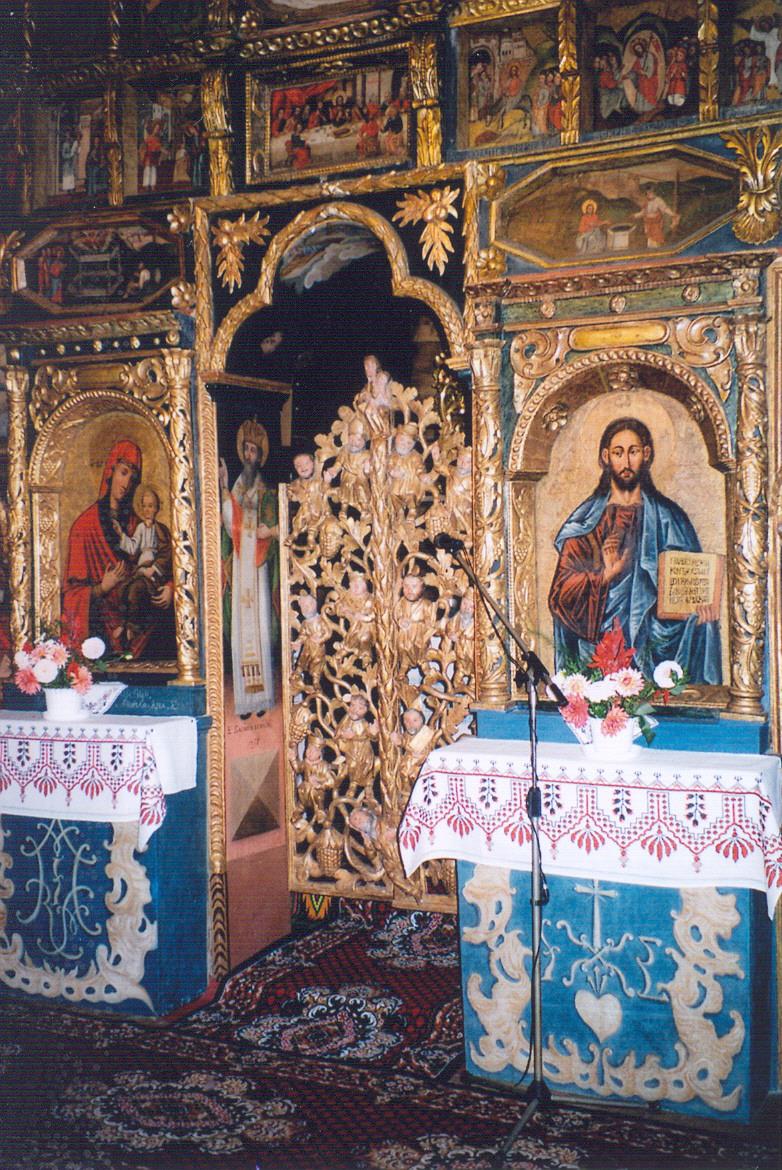
یک در همایونی طلاکاری‌شده که به شکل درخت زندگی تراشده شده است. (یک کلیسای قدیمی در خوتنگتس، لهستان)

#### مسیحیت شرقی

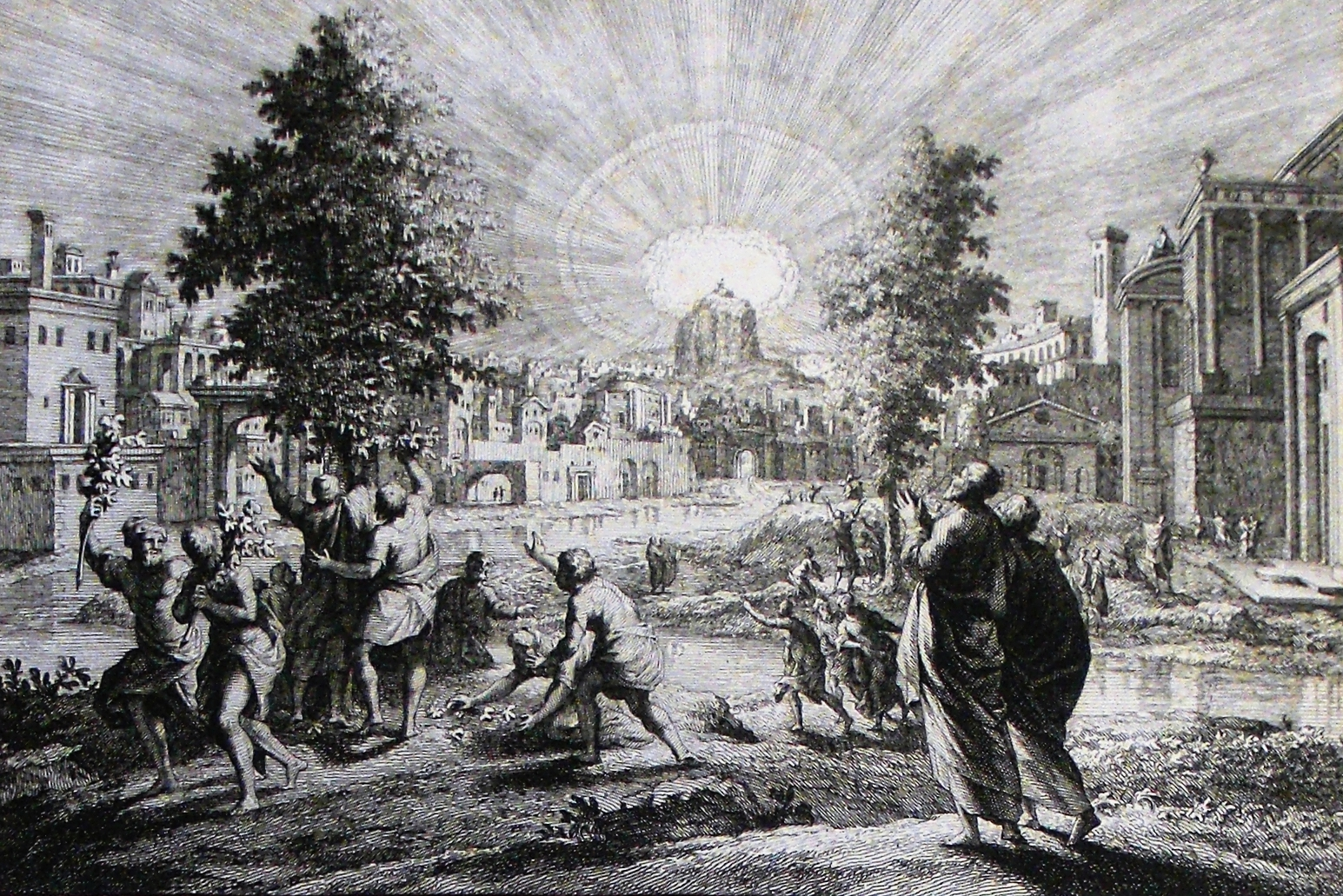
نقاشی درخت زندگی اثر فیلیپ مدروست

کلیسای ارتدکس شرقی درخت زندگی که از آن در سفر پیدایش نام برده‌شده را استعاره‌ای از صلیب مسیحی می‌داند؛ که تا زمان زایش و رستاخیز مسیح، انسان‌ها نمی‌توانند از آن بهره‌مند شوند.

#### مسیحیت غربی
در کتاب شهر خدا (xiii.۲۰–۲۱) آگوستین به صورت مفصل به تفسیر معنوی رخدادهای باغ عدن پرداخت؛ او به گفته خودش تلاش‌کرد تا تفاسیر معنوی او خدشه‌ای به واقعیت تاریخی این این رخدادها وارد نکنند. روشنفکران مذهبی در سده بیستم میلادی به‌دنبال تفاسیر نمادین بودند زیرا این رخدادها را از لحاظ تاریخی غیر واقعی می‌دانستند.
توماس آکویناس در مدخل الهیات (Q۹۷) استدلال‌کرد که هدف از آفرینش این درخت برقراری فرایند زیستی زندگی آدم برای یک زندگی زمینی طولانی بوده است. او همچنین باور داشت این درخت نمی‌توانسته سبب زندگی ابدی شود زیرا خودش فانی بوده. از این رو آدم و حوا پس از مدتی می‌بایست از درخت تغذیه می‌کردند یا درغیر این صورت «به زندگی غیرمادی منتقل می‌شدند». «درخت‌های میوه باغ عدن وظیفه جبران کمبود رطوبت بدن را برعهده داشتند؛ درحالی که درخت زندگی وظیفه جبران ناکارآمدی‌های بدن را برعهده داشت». آگوستین در کتاب شهر خدا (xiv.۲۶) می‌نویسد: «انسان در برابر گرسنگی با خوراک، در برابر تشنگی با نوشیدنی و در برابر ویرانی پیری به درخت زندگی مجهز شده است.»
ژان کالون باور داشت انسان تنها در چهارچوب رابطه پیمان با خدا می‌تواند زندگی کند و در این رابطه پیمان‌ها نمادهایی از رحمت خدا نسبت به انسان هستند. او (در کتاب پیدایش ۲:۸) اینگونه تفسیر می‌کند که درخت زندگی نمادی از زندگی‌ای است که خدا به انسان بخشیده. کالون با این تفسیر که درخت از انسان در برابر سالخوردگی محافظت می‌کند، مخالف بود.

### یهودیت
طبق افسانه‌های یهودی در باغ عدن درخت زندگی یا درخت جان‌ها وجود دارد. که شکوفه می‌دهد و جانهای جدیدی تولید می‌کند که سپس در جسم یا خزانه جان‌ها قرار می‌گیرند. جبرئیل سروقت این خزانه می‌رود و اولین جانی که بدستش می‌رسد بیرون می‌آورد. سپس لیلا، فرشته آبستنی، می‌نشیند و تا زمانی تولد جنین او را تماشا می‌کند.

#### کابالا
درخت زندگی در چندین نمونه از هندسه مقدس به‌نمایش درآمده و در کابالا در مرکز قرار دارد.